# Fußballclub Basel 1893 2016-2017
Questa voce raccoglie le informazioni riguardanti il Fußballclub Basel 1893 nelle competizioni ufficiali della stagione 2016-2017.

## Stagione
Nella stagione 2016-2017 il Basilea, allenato da Urs Fischer, concluse il campionato di Super League al 1º posto. In Coppa Svizzera il Basilea vinse la finale con il Sion. In Champions League il Basilea fu eliminato nella fase a gironi.

## Rosa
| N. |                           | Ruolo | Calciatore         |
| -- | ------------------------- | ----- | ------------------ |
| 1  | Rep. Ceca (bandiera)      | P     | Tomáš Vaclík       |
| 3  | Costa d'Avorio (bandiera) | D     | Adama Traoré       |
| 4  | Egitto (bandiera)         | D     | Omar Gaber         |
| 5  | Svizzera (bandiera)       | D     | Michael Lang       |
| 6  | Costa d'Avorio (bandiera) | C     | Serey Dié          |
| 7  | Svizzera (bandiera)       | C     | Luca Zuffi         |
| 9  | Slovenia (bandiera)       | A     | Andraž Šporar      |
| 10 | Argentina (bandiera)      | C     | Matías Delgado     |
| 11 | Svizzera (bandiera)       | C     | Renato Steffen     |
| 13 | Serbia (bandiera)         | P     | Đorđe Nikolić      |
| 14 | Svizzera (bandiera)       | A     | Neftali Manzambi   |
| 15 | Svezia (bandiera)         | C     | Alexander Fransson |
| 17 | Rep. Ceca (bandiera)      | D     | Marek Suchý        |
| 18 | Svizzera (bandiera)       | P     | Germano Vailati    |
| 20 | Svizzera (bandiera)       | C     | Dereck Kutesa      |

| N. |                           | Ruolo | Calciatore           |
| -- | ------------------------- | ----- | -------------------- |
| 21 | Austria (bandiera)        | A     | Marc Janko           |
| 23 | Colombia (bandiera)       | D     | Éder Álvarez Balanta |
| 24 | Norvegia (bandiera)       | A     | Mohamed Elyounoussi  |
| 25 | Paraguay (bandiera)       | D     | Blás Riveros         |
| 26 | Danimarca (bandiera)      | D     | Daniel Høegh         |
| 28 | Italia (bandiera)         | D     | Raoul Petretta       |
| 28 | Svizzera (bandiera)       | C     | Robin Huser          |
| 31 | Svizzera (bandiera)       | C     | Dominik Schmid       |
| 32 | Portogallo (bandiera)     | D     | Pedro Pacheco        |
| 33 | Svizzera (bandiera)       | C     | Kevin Bua            |
| 34 | Albania (bandiera)        | C     | Taulant Xhaka        |
| 36 | Svizzera (bandiera)       | D     | Manuel Akanji        |
| 39 | Svizzera (bandiera)       | C     | Davide Callà         |
| 88 | Costa d'Avorio (bandiera) | A     | Seydou Doumbia       |

## Organigramma societario
Area tecnica
- Allenatore: Urs Fischer
- Allenatore in seconda: Markus Hoffmann, Marco Walker
- Preparatore dei portieri: Massimo Colomba
- Preparatori atletici: Werner Leuthard

## Calciomercato

### Sessione estiva
| Acquisti | Acquisti             | Acquisti      | Acquisti |
| R.       | Nome                 | da            | Modalità |
| -------- | -------------------- | ------------- | -------- |
| C        | Kevin Bua            | Zurigo        |          |
| A        | Mohamed Elyounoussi  | Molde         |          |
| D        | Éder Álvarez Balanta | River Plate   |          |
| A        | Seydou Doumbia       | Newcastle Utd |          |
| D        | Omar Gaber           | Zamalek       |          |
| C        | Dereck Kutesa        | Servette U19  |          |
| P        | Đorđe Nikolić        | Jagodina      |          |
| D        | Blás Riveros         | Olimpia       |          |
| C        | Serey Dié            | Stoccarda     |          |

| Cessioni | Cessioni         | Cessioni       | Cessioni |
| R.       | Nome             | a              | Modalità |
| -------- | ---------------- | -------------- | -------- |
| A        | Nicolas Hunziker | Grasshoppers   |          |
| D        | Naser Aliji      | Kaiserslautern |          |
| A        | Breel Embolo     | Schalke 04     |          |
| A        | Cedric Itten     | Lucerna        |          |
| D        | Behrang Safari   | Malmö FF       |          |

### Sessione invernale
| Acquisti | Acquisti | Acquisti | Acquisti |
| R.       | Nome     | da       | Modalità |
| -------- | -------- | -------- | -------- |

| Cessioni | Cessioni          | Cessioni     | Cessioni |
| R.       | Nome              | a            | Modalità |
| -------- | ----------------- | ------------ | -------- |
| D        | Eray Cömert       | Lugano       |          |
| C        | Charles Pickel    | Grasshoppers |          |
| A        | Jean-Paul Boëtius | Genk         |          |
| C        | Birkir Bjarnason  | Aston Villa  |          |

## Risultati

### Super League

#### Prima fase, girone di andata
| Arbitro: | Klossner |

|                                     |           |  |
| Delgado 37’ (rig.), 47’ Doumbia 44’ | Marcatori |  |

| Arbitro: | Jaccottet |

|            |           |                                                                     |
| Grippo 31’ | Marcatori | 4’ Janko 19’ (rig.) Delgado 42’ Elyounoussi 89’ Steffen 90’ Doumbia |

| Arbitro: | San |

|               |           |                         |
| Hyka 18’, 30’ | Marcatori | 4’ Suchý 70’, 79’ Janko |

| Arbitro: | Bieri |

|                                            |           |  |
| Zuffi 55’ Bjarnason 59’ Vilotić 71’ (aut.) | Marcatori |  |

| Arbitro: | Erlachner |

|                                            |           |             |
| Suchý 45’ Steffen 48’ Doumbia 53’ Lang 60’ | Marcatori | 66’ Rosseti |

| Arbitro: | Pache |

|  |           |                             |
|  | Marcatori | 4’ Lang 13’ Janko 19’ Zuffi |

| Arbitro: | Schärer |

|                                |           |                  |
| Bjarnason 29’ Doumbia 31’, 86’ | Marcatori | 45’ Sigurjónsson |

| Arbitro: | Jaccottet |

|               |           |                           |
| Margiotta 36’ | Marcatori | 67’ Bjarnason 90’ Balanta |

| Arbitro: | Klossner |

|             |           |                                                 |
| Aratore 14’ | Marcatori | 25’ Delgado 75’ (aut.) Gelmi 90’ (rig.) Doumbia |

#### Prima fase, girone di ritorno
| Arbitro: | San |

|           |           |             |
| Callà 90’ | Marcatori | 35’ Tosetti |

| Arbitro: | Klossner |

|                                      |           |  |
| Doumbia 25’ Lang 55’ Elyounoussi 89’ | Marcatori |  |

| Arbitro: | Fähndrich |

|                                |           |                              |
| Mariani 63’ Alioski 75’ (rig.) | Marcatori | 51’ Delgado 88’ (rig.) Callà |

| Arbitro: | Schärer |

|  |           |                         |
|  | Marcatori | 17’, 22’ (rig.) Delgado |

| Arbitro: | Schnyder |

|                     |           |               |
| Suchý 90’ Janko 90’ | Marcatori | 42’ Margiotta |

| Arbitro: | Jaccottet |

|                                                                   |           |  |
| Doumbia 10’, 51’ Elyounoussi 19’ Lang 74’ Bjarnason 77’ Callà 90’ | Marcatori |  |

| Arbitro: | Schärer |

|            |           |                       |
| Karlen 71’ | Marcatori | 34’ Delgado 77’ Janko |

| Arbitro: | Lechner |

|                          |           |                    |
| Hoarau 6’, 51’ Mbabu 79’ | Marcatori | 65’ (rig.) Delgado |

| Arbitro: | Erlachner |

|           |           |  |
| Janko 48’ | Marcatori |  |

#### Seconda fase, girone di andata
| Arbitro: | San |

|                                    |           |  |
| Elyounoussi 2’, 23’, 36’ Janko 85’ | Marcatori |  |

| Arbitro: | Fähndrich |

|  |           |                                     |
|  | Marcatori | 79’ (aut.) Schindelholz 90’ Doumbia |

| Arbitro: | Amhof |

|                                       |           |                                  |
| Doumbia 11’, 72’ Akanji 74’ Janko 84’ | Marcatori | 9’, 68’ (rig.) Kololli 39’ Campo |

| Arbitro: | Hänni |

|                                      |           |              |
| Suchý 19’ Alves 34’ (aut.) Janko 81’ | Marcatori | 36’ Affolter |

| Arbitro: | Tschudi |

|             |           |           |
| Avdijaj 31’ | Marcatori | 27’ Zuffi |

| Arbitro: | Ouschan |

|  |           |          |
|  | Marcatori | 55’ Lang |

| Arbitro: | Klossner |

|          |           |  |
| Zuffi 6’ | Marcatori |  |

| Arbitro: | Stefański |

|  |           |                          |
|  | Marcatori | 7’, 55’ Akanji 20’ Janko |

| Arbitro: | Bieri |

|                 |           |           |
| Elyounoussi 54’ | Marcatori | 18’ Ravet |

#### Seconda fase, girone di ritorno
| Arbitro: | Schnyder |

|  |           |                                          |
|  | Marcatori | 37’ Lang 40’, 82’ Elyounoussi 59’ Šporar |

| Arbitro: | Jaccottet |

|                         |           |                             |
| Delgado 41’ Doumbia 90’ | Marcatori | 11’ Brunner 78’ Kukuruzović |

| Arbitro: | San |

|               |           |                        |
| Schneuwly 88’ | Marcatori | 3’ Doumbia 71’ Steffen |

| Arbitro: | Schärer |

|                               |           |                        |
| Alioski 60’ (rig.) Sadiku 80’ | Marcatori | 12’ Fransson 54’ Zuffi |

| Arbitro: | Fähndrich |

|                                     |           |                      |
| Steffen 24’ Elyounoussi 76’ Dié 90’ | Marcatori | 17’, 64’, 90’ Sorgić |

| Arbitro: | Hameter |

|                       |           |                       |
| Janko 33’ Doumbia 88’ | Marcatori | 39’ Akolo 90’ Morgado |

| Arbitro: | Amhof |

|                      |           |            |
| Assalé 9’ Schick 52’ | Marcatori | 3’ Doumbia |

| Arbitro: | Hänni |

|          |           |                             |
| Caio 63’ | Marcatori | 42’ Akanji 85’, 88’ Doumbia |

| Arbitro: | San |

|                                        |           |             |
| Doumbia 14’, 87’ Steffen 58’ Janko 90’ | Marcatori | 25’ Aleksić |

### Coppa Svizzera
| Arbitro: | Schnyder |

|  |           |             |
|  | Marcatori | 58’ Boëtius |

| Arbitro: | San |

|  |           |           |
|  | Marcatori | 45’ Høegh |

| Arbitro: | Amhof |

|           |           |                                             |
| Shala 90’ | Marcatori | 8’, 18’ (rig.) Boëtius 35’ Lang 44’ Balanta |

| Arbitro: | Bieri |

|                                |           |         |
| Janko 20’ Lang 41’ Steffen 75’ | Marcatori | 3’ Buff |

| Arbitro: | Amhof |

|          |           |                                            |
| Cani 88’ | Marcatori | 54’ (rig.) Delgado 85’ Akanji 90’ Fransson |

| Arbitro: | Klossner |

|                                 |           |  |
| Delgado 47’ Traoré 61’ Lang 89’ | Marcatori |  |

### Champions League

#### Fase a gironi
| Arbitro: | Kulbakov |

|             |           |          |
| Steffen 79’ | Marcatori | 45’ Cafú |

| Arbitro: | Makkelie |

|                 |           |  |
| Walcott 7’, 26’ | Marcatori |  |

| Arbitro: | Aytekin |

|                                          |           |  |
| Di María 40’ Moura 62’ Cavani 90’ (rig.) | Marcatori |  |

| Arbitro: | Hațegan |

|           |           |                         |
| Zuffi 76’ | Marcatori | 43’ Matuidi 90’ Meunier |

| Sofia 23 novembre 2016, ore 20:45 CET 5ª giornata | Ludogorec | 0 – 0 referto | Basilea | Stadio nazionale Vasil Levski (20 821 spett.)\| Arbitro: \| Atkinson \| |
| Arbitro:                                          | Atkinson  |               |         |                                                                         |

| Arbitro: | de Sousa |

|             |           |                              |
| Doumbia 78’ | Marcatori | 8’, 16’, 47’ Pérez 53’ Iwobi |

## Statistiche

### Statistiche di squadra
| Competizione     | Punti | In casa | In casa | In casa | In casa | In casa | In casa | In trasferta | In trasferta | In trasferta | In trasferta | In trasferta | In trasferta | Totale | Totale | Totale | Totale | Totale | Totale | DR  |
| Competizione     | Punti | G       | V       | N       | P       | Gf      | Gs      | G            | V            | N            | P            | Gf           | Gs           | G      | V      | N      | P      | Gf     | Gs     | DR  |
| ---------------- | ----- | ------- | ------- | ------- | ------- | ------- | ------- | ------------ | ------------ | ------------ | ------------ | ------------ | ------------ | ------ | ------ | ------ | ------ | ------ | ------ | --- |
| Super League     | 86    | 18      | 13      | 5       | 0       | 50      | 17      | 18           | 13           | 3            | 2            | 42           | 18           | 36     | 26     | 8      | 2      | 92     | 35     | +57 |
| Coppa Svizzera   | -     | 2       | 2       | 0       | 0       | 6       | 1       | 4            | 4            | 0            | 0            | 9            | 2            | 6      | 6      | 0      | 0      | 15     | 3      | +12 |
| Champions League | -     | 3       | 0       | 1       | 2       | 3       | 7       | 3            | 0            | 1            | 2            | 0            | 5            | 6      | 0      | 2      | 4      | 3      | 12     | -9  |
| Totale           | 86    | 23      | 15      | 6       | 2       | 59      | 25      | 25           | 17           | 4            | 4            | 51           | 25           | 48     | 32     | 10     | 6      | 110    | 50     | +60 |

### Andamento in campionato
| Giornata  | 1 | 2 | 3 | 4 | 5 | 6 | 7 | 8 | 9 | 10 | 11 | 12 | 13 | 14 | 15 | 16 | 17 | 18 | 19 | 20 | 21 | 22 | 23 | 24 | 25 | 26 | 27 | 28 | 29 | 30 | 31 | 32 | 33 | 34 | 35 | 36 |
| --------- | - | - | - | - | - | - | - | - | - | -- | -- | -- | -- | -- | -- | -- | -- | -- | -- | -- | -- | -- | -- | -- | -- | -- | -- | -- | -- | -- | -- | -- | -- | -- | -- | -- |
| Luogo     | C | T | T | C | C | T | C | T | T | C  | C  | T  | T  | C  | C  | T  | T  | C  | C  | T  | C  | C  | T  | T  | C  | T  | C  | T  | C  | T  | T  | C  | C  | T  | T  | C  |
| Risultato | V | V | V | V | V | V | V | V | V | N  | V  | N  | V  | V  | V  | V  | P  | V  | V  | V  | V  | V  | N  | V  | V  | V  | N  | V  | N  | V  | N  | N  | N  | P  | V  | V  |
| Posizione | 1 | 1 | 1 | 1 | 1 | 1 | 1 | 1 | 1 | 1  | 1  | 1  | 1  | 1  | 1  | 1  | 1  | 1  | 1  | 1  | 1  | 1  | 1  | 1  | 1  | 1  | 1  | 1  | 1  | 1  | 1  | 1  | 1  | 1  | 1  | 1  |

Legenda:

Luogo: C = Casa; T = Trasferta. Risultato: V = Vittoria; N = Pareggio; P = Sconfitta.

### Statistiche dei giocatori
| Giocatore      | Super League | Super League | Super League | Super League | Coppa Svizzera | Coppa Svizzera | Coppa Svizzera | Coppa Svizzera | Champions League | Champions League | Champions League | Champions League | Totale   | Totale | Totale      | Totale     |
| Giocatore      | Presenze     | Reti         | Ammonizioni  | Espulsioni   | Presenze       | Reti           | Ammonizioni    | Espulsioni     | Presenze         | Reti             | Ammonizioni      | Espulsioni       | Presenze | Reti   | Ammonizioni | Espulsioni |
| -------------- | ------------ | ------------ | ------------ | ------------ | -------------- | -------------- | -------------- | -------------- | ---------------- | ---------------- | ---------------- | ---------------- | -------- | ------ | ----------- | ---------- |
| M. Akanji      | 15           | 4            | 1            | 0            | 3              | 1              | 0              | 0              | 0                | 0                | 0                | 0                | 18       | 5      | 1           | 0          |
| É. Balanta     | 19           | 1            | 4            | 0            | 1              | 1              | 0              | 0              | 6                | 0                | 2                | 0                | 26       | 2      | 6           | 0          |
| B. Bjarnason   | 13           | 4            | 0            | 0            | 2              | 0              | 0              | 0              | 5                | 0                | 0                | 0                | 20       | 4      | 0           | 0          |
| J. Boëtius     | 2            | 0            | 0            | 0            | 3              | 3              | 0              | 0              | 0                | 0                | 0                | 0                | 5        | 3      | 0           | 0          |
| K. Bua         | 3            | 0            | 0            | 0            | 2              | 0              | 0              | 0              | 0                | 0                | 0                | 0                | 5        | 0      | 0           | 0          |
| D. Callà       | 27           | 3            | 3            | 0            | 3              | 0              | 0              | 0              | 3                | 0                | 0                | 0                | 33       | 3      | 3           | 0          |
| E. Cömert      | 0            | 0            | 0            | 0            | 2              | 0              | 0              | 0              | 0                | 0                | 0                | 0                | 2        | 0      | 0           | 0          |
| M. Delgado     | 29           | 10           | 1            | 0            | 3              | 2              | 0              | 0              | 6                | 0                | 0                | 0                | 38       | 12     | 1           | 0          |
| S. Dié         | 16           | 1            | 2            | 0            | 4              | 0              | 0              | 0              | 3                | 0                | 0                | 1                | 23       | 1      | 2           | 1          |
| S. Doumbia     | 25           | 20           | 2            | 0            | 3              | 0              | 1              | 0              | 6                | 1                | 0                | 0                | 34       | 21     | 3           | 0          |
| M. Elyounoussi | 32           | 10           | 2            | 0            | 5              | 0              | 0              | 0              | 3                | 0                | 1                | 0                | 40       | 10     | 3           | 0          |
| A. Fransson    | 25           | 1            | 0            | 0            | 4              | 1              | 0              | 0              | 2                | 0                | 0                | 0                | 31       | 2      | 0           | 0          |
| O. Gaber       | 12           | 0            | 0            | 0            | 3              | 0              | 0              | 0              | 1                | 0                | 0                | 0                | 16       | 0      | 0           | 0          |
| N. Hunziker    | 0            | 0            | 0            | 0            | 0              | 0              | 0              | 0              | 0                | 0                | 0                | 0                | 0        | 0      | 0           | 0          |
| R. Huser       | 0            | 0            | 0            | 0            | 0              | 0              | 0              | 0              | 0                | 0                | 0                | 0                | 0        | 0      | 0           | 0          |
| D. Høegh       | 10           | 0            | 0            | 0            | 2              | 1              | 0              | 0              | 0                | 0                | 0                | 0                | 12       | 1      | 0           | 0          |
| M. Janko       | 24           | 13           | 2            | 1            | 4              | 1              | 1              | 0              | 5                | 0                | 0                | 0                | 33       | 14     | 3           | 1          |
| D. Kutesa      | 3            | 0            | 0            | 0            | 2              | 0              | 0              | 0              | 0                | 0                | 0                | 0                | 5        | 0      | 0           | 0          |
| M. Lang        | 31           | 6            | 1            | 0            | 5              | 3              | 1              | 0              | 5                | 0                | 1                | 0                | 41       | 9      | 3           | 0          |
| N. Manzambi    | 2            | 0            | 0            | 0            | 0              | 0              | 0              | 0              | 0                | 0                | 0                | 0                | 2        | 0      | 0           | 0          |
| Đ. Nikolić     | 1            | 0            | 0            | 0            | 0              | 0              | 0              | 0              | 0                | 0                | 0                | 0                | 1        | 0      | 0           | 0          |
| P. Pacheco     | 0            | 0            | 0            | 0            | 0              | 0              | 0              | 0              | 0                | 0                | 0                | 0                | 0        | 0      | 0           | 0          |
| R. Petretta    | 5            | 0            | 0            | 0            | 0              | 0              | 0              | 0              | 0                | 0                | 0                | 0                | 5        | 0      | 0           | 0          |
| C. Pickel      | 1            | 0            | 0            | 0            | 0              | 0              | 0              | 0              | 0                | 0                | 0                | 0                | 1        | 0      | 0           | 0          |
| B. Riveros     | 8            | 0            | 2            | 0            | 2              | 0              | 0              | 0              | 0                | 0                | 0                | 0                | 10       | 0      | 2           | 0          |
| D. Schmid      | 1            | 0            | 0            | 0            | 0              | 0              | 0              | 0              | 0                | 0                | 0                | 0                | 1        | 0      | 0           | 0          |
| R. Steffen     | 30           | 5            | 6            | 0            | 4              | 1              | 1              | 0              | 5                | 1                | 3                | 0                | 39       | 7      | 10          | 0          |
| M. Suchý       | 33           | 4            | 4            | 0            | 4              | 0              | 1              | 0              | 6                | 0                | 2                | 0                | 43       | 4      | 7           | 0          |
| A. Traoré      | 23           | 0            | 4            | 0            | 3              | 1              | 0              | 0              | 6                | 0                | 1                | 0                | 32       | 1      | 5           | 0          |
| T. Vaclík      | 34           | 0            | 1            | 0            | 3              | 0              | 0              | 0              | 6                | 0                | 0                | 0                | 43       | 0      | 1           | 0          |
| G. Vailati     | 1            | 0            | 0            | 0            | 3              | 0              | 0              | 0              | 0                | 0                | 0                | 0                | 4        | 0      | 0           | 0          |
| T. Xhaka       | 30           | 0            | 7            | 0            | 3              | 0              | 1              | 1              | 6                | 0                | 1                | 0                | 39       | 0      | 9           | 1          |
| L. Zuffi       | 31           | 5            | 2            | 0            | 5              | 0              | 0              | 0              | 6                | 1                | 0                | 0                | 42       | 6      | 2           | 0          |
| A. Šporar      | 18           | 1            | 0            | 0            | 3              | 0              | 0              | 0              | 4                | 0                | 0                | 0                | 25       | 1      | 0           | 0          |